# Amity (Oregon)
Amity is een plaats (city) in de Amerikaanse staat Oregon, en valt bestuurlijk gezien onder Yamhill County.

## Demografie
Bij de volkstelling in 2000 werd het aantal inwoners vastgesteld op 1478. In 2006 is het aantal inwoners door het United States Census Bureau geschat op 1464, een daling van 14 (-0,9%).

## Geografie
Volgens het United States Census Bureau beslaat de plaats een oppervlakte van 1,6 km², geheel bestaande uit land. Amity ligt op ongeveer 50 m boven zeeniveau.

## Plaatsen in de nabije omgeving
De onderstaande figuur toont nabijgelegen plaatsen in een straal van 20 km rond Amity.